# Катарина Харлеј
Катарина Мери Харлеј (енгл. Katherine Mary Harley;Рипл, Уједињено Краљевство, 1855 — Битољ, Краљевина Србија, 1917), била је британски и српски хуманитарац која је као шеф администратор шкотске војне јединице из Француске стигла у Србију. Била је млађа сестра британског фелдмаршала Џона Френча, команданта британских снага на Западном фронту 1914-1915. године.

## Биографија
Катарина Харлеј је рођена 3. маја 1855. године у месту Рипл, у округу Кент, Уједињено Краљевство. У Солун је стигла 1915. године, где је отварила малу болницу која је у почетку припадала француској војсци, али је доласком српске војске на солунски фронт, она је пришла српском војном санитету, ставивши се под српску заставу. За услуге дотад учињене француској Источној војсци одликована је Крстом Легије части, који јој је лично уручио генерал Сарај.
Због уоченог значаја транспорта рањеника са фронта, она се вратила и водила пропаганду у Великој Британији и САД, у циљу прикупљања средстава за опремање мобилних амбуланти. Њеним великим залагањем створена је могућност за настанак и опстанак транспортне амбулантне службе. Транспортна амбуланта припадала је болници у Острову, на делу фронта Прве српске армије.
По ослобођењу Битоља она је амбуланту преместила у тај град, да би помогла становништву и била ближе фронту. Приликом једног бомбардовања града погинула је 7. марта 1917. године.
Сахрањена је уз највеће војне почасти на Зејтинлику, на енглеском делу војног гробља. Једини крст налази се на надгробном споменику Катарине Харлеј који су подигли српски официри Допунске команде у знак захвалности за све што је током рата учинила за српски народ.
На њеном гробу је записано:
Катарина Мери Харлеј, рођена 3. маја 1853. године, умрла у Битољу 7. марта 1917 - жртви светског рата, племенитој Енглескињи, великој добротворки српског народа.
Велика жено,
На твоме гробу уместо цвећа
Српска захвалност вечно ће цвати
За твоја дела и твоје име
Поколења ће далека знати.